# Katekol
Katekol, eller pyrokatekin, är en bensendiol med formeln C6H4(OH)2. Det är en isomer till resorcinol och hydrokinon. Den är ett kraftigt reduktionsmedel och brunfärgas i luft och ljus.

## Historia
Katekol framställdes första gången 1839 av den tyske kemisten Hugo Reinsch när han försökte destillera katekin ur saven från akaciaträd. Han upptäckte att katekin sönderföll under upphettning till katekol.

## Framställning
Industriell framställning av katekol sker genom att oxidera fenol med väteperoxid.
{\displaystyle {\rm {C_{6}H_{5}OH+H_{2}O_{2}\rightarrow C_{6}H_{4}(OH)_{2}+H_{2}O}}}

## Användning
Runt 50 % av syntetiskt producerad katekol används för att tillverka insektsgift. Övriga användningsområden är för tillverkning av parfym och läkemedel. Det är också en vanlig byggsten vid organisk syntes.